# Tigranes III.
Tigranes III. war König von Armenien von 20 bis 8 v. Chr.
Er war der Sohn von Artavasdes II. und Bruder von Artaxias II.
Tacitus berichtet, dass um 20 v. Chr. die Armenier in einer Botschaft an den römischen Kaiser Augustus ihren Unwillen bekundet hätten, Artaxias II. weiter als König zu behalten, und forderten, stattdessen seinen Bruder Tigranes III. (damals in römischem Gewahrsam in Alexandria, Ägypten) einzusetzen. Augustus erklärte sich einverstanden und sandte eine kleine Armee unter dem Befehl von Tiberius, um Artaxias II. abzusetzen. Bevor sie eintrafen, war Artaxias II. jedoch schon von einigen seiner anderen Verwandten ermordet worden, und die Römer inthronisierten Tigranes III. unwidersprochen. Seine Nachfolger wurden sein Sohn Tigranes IV. und dessen Halbschwester Erato.